# Saccobolus
Saccobolus is een geslacht van schimmels behorend tot de familie Caliciaceae. 

## Soorten
Volgens Index Fungorum telt het geslacht 44 soorten (peildatum maart 2023):
| Soortnaam                                             | Auteur(s)                    | Publicatiejaar |
| ----------------------------------------------------- | ---------------------------- | -------------- |
| Saccobolus beckii (Knobbelsporig spikkelschijfje)     | Heimerl                      | 1889           |
| Saccobolus caesariatus (Geschubd spikkelschijfje)     | Renny                        | 1887           |
| Saccobolus chenocopricus                              | Dissing                      | 1989           |
| Saccobolus citrinus (Stekelsporig spikkelschijfje)    | Boud. & Torrend              | 1911           |
| Saccobolus dennisii                                   | Gamundí                      | 1975           |
| Saccobolus depauperatus (Kleinsporig spikkelschijfje) | (Berk. & Broome) E.C. Hansen | 1877           |
| Saccobolus diaphanus                                  | Brumm.                       | 1976           |
| Saccobolus diffusus                                   | S.C. Kaushal & Virdi         | 1986           |
| Saccobolus dilutellus                                 | (Fuckel) Sacc.               | 1889           |
| Saccobolus dubius                                     | Velen.                       | 1934           |
| Saccobolus eleutherosporus                            | Brumm.                       | 1976           |
| Saccobolus equinus                                    | Velen.                       | 1939           |
| Saccobolus exiguus                                    | Bat. & Pontual               | 1948           |
| Saccobolus gauthieri                                  | Faurel & Schotter            | 1965           |
| Saccobolus geminatus                                  | Thaxt. ex Brumm.             | 1967           |
| Saccobolus glaber (Dwergspikkelschijfje)              | (Pers.) Lambotte             | 1887           |
| Saccobolus globuliferellus                            | Seaver                       | 1928           |
| Saccobolus groenlandicus                              | Dissing                      | 1987           |
| Saccobolus humidicola                                 | S.C. Kaushal & Virdi         | 1986           |
| Saccobolus infestans                                  | (Bat. & Pontual) Brumm.      | 1967           |
| Saccobolus leporinus                                  | Velen.                       | 1934           |
| Saccobolus michiganensis                              | O'Donnell                    | 1978           |
| Saccobolus minimoides                                 | Prokhorov                    | 1991           |
| Saccobolus minimus                                    | Velen.                       | 1934           |
| Saccobolus murinus                                    | Velen.                       | 1934           |
| Saccobolus obscurus (Donker spikkelschijfje)          | (Cooke) W. Phillips          | 1887           |
| Saccobolus ovibovinus                                 | Dissing                      | 1989           |
| Saccobolus parvisporus                                | Brumm.                       | 1976           |
| Saccobolus platensis                                  | Gamundí & Ranalli            | 1969           |
| Saccobolus portoricensis                              | Seaver                       | 1928           |
| Saccobolus pseudodepauperatus                         | Gamundí & Ranalli            | 1976           |
| Saccobolus punctiformis                               | (Ces.) Petch                 | 1950           |
| Saccobolus purpureus                                  | Brumm.                       | 1976           |
| Saccobolus quadrisporus (Viersporig spikkelschijfje)  | Massee & E.S. Salmon         | 1901           |
| Saccobolus reticulatus                                | Aas                          | 1978           |
| Saccobolus saccoboloides                              | (Seaver) Brumm.              | 1967           |
| Saccobolus sphaerosporus                              | Brumm.                       | 1976           |
| Saccobolus subcaesariatus                             | J. Moravec                   | 1970           |
| Saccobolus succineus                                  | Brumm.                       | 1969           |
| Saccobolus thaxteri                                   | Brumm.                       | 1967           |
| Saccobolus truncatus (Vals dwergspikkelschijfje)      | Velen.                       | 1934           |
| Saccobolus tuberculatus                               | Aas                          | 1978           |
| Saccobolus verrucisporus                              | Brumm.                       | 1967           |
| Saccobolus versicolor (Violet spikkelschijfje)        | (P. Karst.) P. Karst.        | 1885           |